# کاترین لانگفورد
کاترین لانگفورد (به انگلیسی: Katherine Langford) بازیگر اهل استرالیا است. کاترین بیشتر برای بازی در نقش هانا بیکر در ۱۳ دلیل برای اینکه که بر اساس رمانی منتشر شده در سال ۲۰۰۷ به همین نام ساخته شده‌است، شناخته می‌شود. کاترین برای بازی در نقش هانا بیکر در هفتاد و پنجمین مراسم گلدن گلوب نامزد دریافت جایزه گلدن گلوب بهترین بازیگر نقش اول زن در سریال درام در سال ۲۰۱۸ شد. و این افتخار را در بیست و دومین دوره جایزه ستلایت نیز تکرار کرد. از دیگر آثار او، می‌توان به سریال نفرین شده، چاقوکشی، با عشق، سایمون، انتقام‌جویان: آخر بازی (سکانس‌های حذف شده) و خودجوش اشاره کرد.
وی خواهر بزرگ جوزفین لانگفورد است.

## زندگی خصوصی
کاترین لانگفورد در آخرین روزهای آوریل سال ۱۹۹۶ در پرت در استرالیای غربی زاده شد. کاترین فرزند الیزابت و استفن لانگفورد است. پدر او برای سرویس سلطنتی پزشکان پروازی استرالیا کار می‌کند. خواهر کوچک او به نام جوزفین لانگفورد نیز همچون خود کاترین بازیگر است. کاترین فعالیت‌های خود را از دبیرستان به صورت جدی آغاز کرد. او مدتی به کلاس‌های رقص و شنا می‌رفت. کاترین همچنین درس موسیقی را نیز فراگرفته و در کنار این‌ها آموزش نویسندگی دیده‌است. کاترین فعالیت‌های سینمایی خود را از سال ۲۰۱۵ شروع و در چندین فیلم کوتاه بازی کرد. استعداد درخشان او خیلی زود مورد توجه تهیه‌کنندگان و کارگردانان قرار گرفت اما نقطهٔ عطف کارنامهٔ هنری او بدون شک بازی در نقش هانا بیکر در ۱۳ دلیل برای اینکه است. کاترین در این سریال در نقش دختری ظاهر شده‌است که پیش از خودکشی دلخراشش چندین نوار ضبط کرده و در آن داستان زندگیش را بازگو کرده‌است. بازی کاترین در سریال با واکنش‌های بسیار مثبت منتقدان و تماشاگران همراه بود؛ کاترین ابتدا برای نقش جسیکا در نظر گرفته شده‌بود اما توماس مک‌کارتی آنقدر از تست او راضی بود که توانست تهیه‌کنندگان را راضی کند تا او را برای نقش هانا انتخاب کنند.